# (33674) 1999 JT100
1999 JT100 (asteroide 33674) é um asteroide da cintura principal. Possui uma excentricidade de 0.10904420 e uma inclinação de 12.12047º.
Este asteroide foi descoberto no dia 12 de maio de 1999 por LINEAR em Socorro.